# 面牧駅
面牧駅（ミョンモクえき）は大韓民国ソウル特別市中浪区面牧洞にある、ソウル交通公社7号線の駅。駅番号は721。

## 駅構造
相対式ホーム2面2線を有する地下駅で、フルスクリーンタイプのホームドアが設置されている。改札階は地下1階、ホーム階が地下4階にあり、エレベータが設置されている。ただし、下り方面ホームにあるエレベータは地下3階までしか行かず、地下3階で改札階 - 上りホーム間のエレベータに乗り換える必要がある。改札口は1ヶ所あり、化粧室は改札外にある。
出入口は1番から3番までの合計3ヶ所ある。

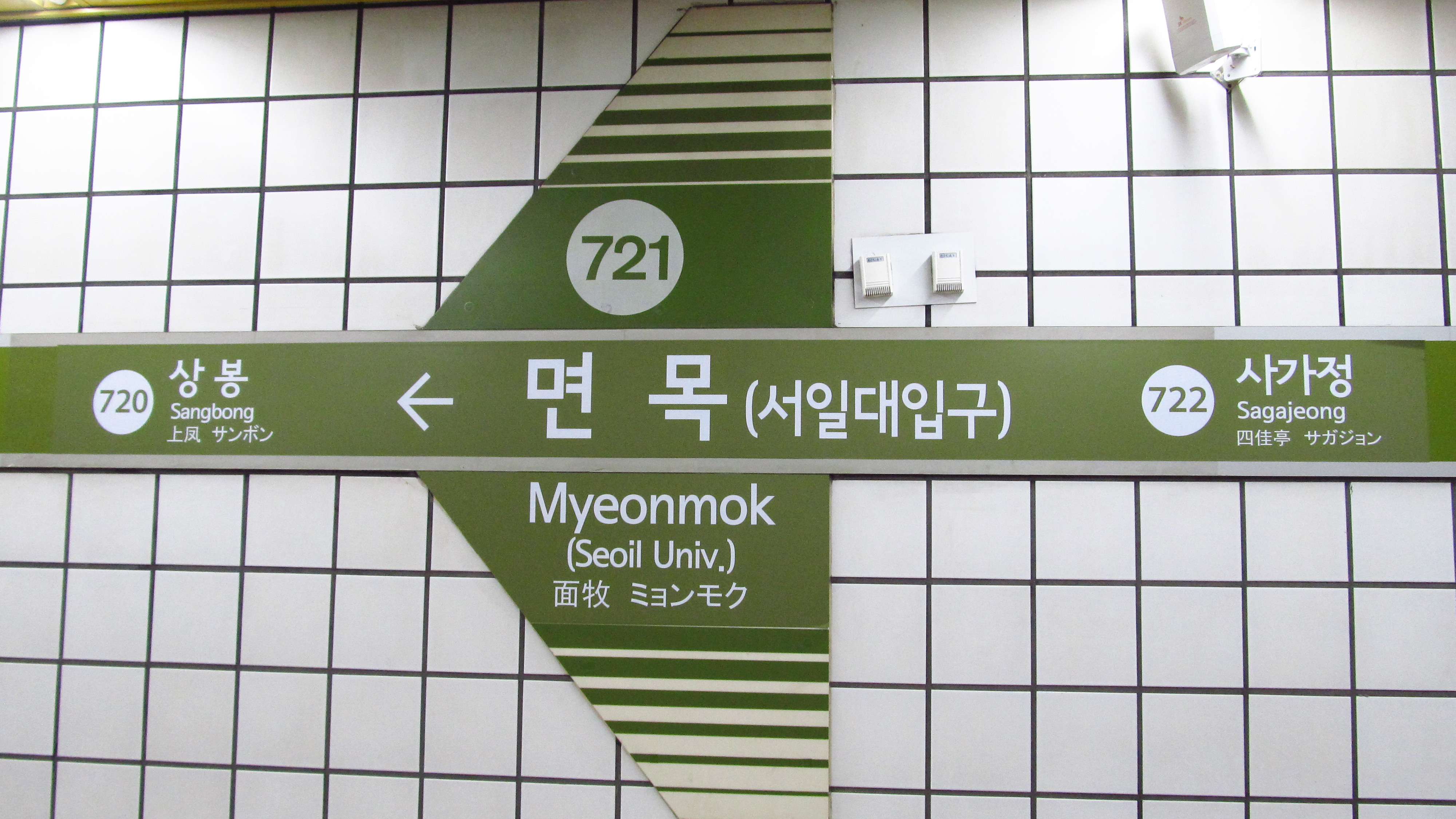
駅名標
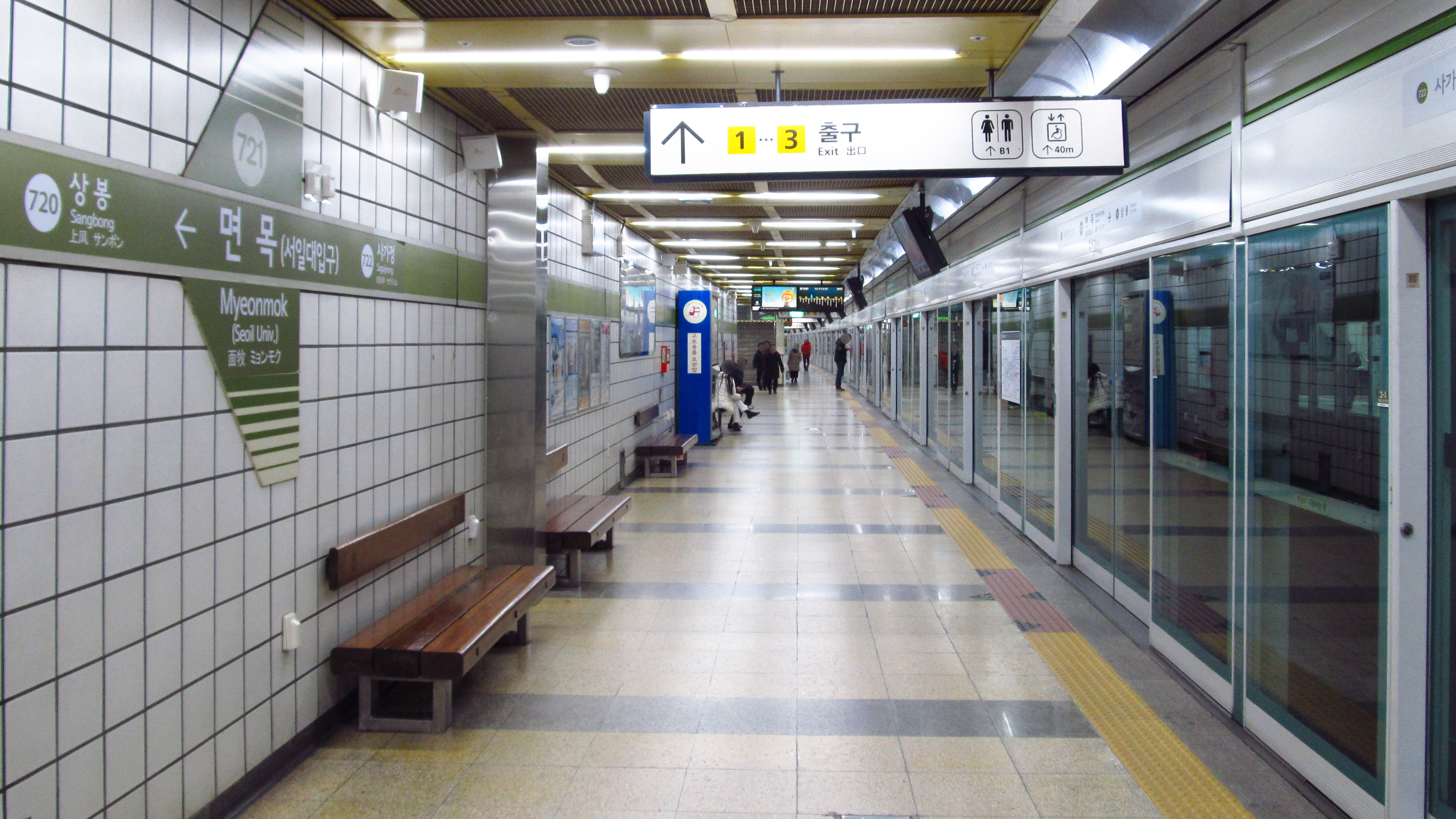
ホーム(2018年11月)

### のりば
- 案内上ののりば番号は設定されていない。

| 上り | 7号線 | 上鳳・蘆原・道峰山・長岩方面         |
| 下り | 7号線 | 君子・高速ターミナル・大林・温水方面 |

## 利用状況
近年の一日平均利用人員推移は下記のとおり。
| 路線  | 路線     | 2000年 | 2001年 | 2002年 | 2003年 | 2004年 | 2005年 | 2006年 | 2007年 | 2008年 | 2009年 | 出典  |
| ----- | -------- | ------ | ------ | ------ | ------ | ------ | ------ | ------ | ------ | ------ | ------ | ----- |
| 7号線 | 乗車人員 | 12,050 | 15,220 | 15,836 | 15,915 | 15,233 | 16,007 | 15,733 | 15,850 | 16,068 | 16,195 | [ 1 ] |
| 7号線 | 降車人員 | 11,019 | 13,629 | 14,223 | 14,356 | 13,550 | 14,836 | 14,772 | 15,016 | 15,145 | 15,510 | [ 1 ] |
| 7号線 | 乗降人員 | 23,069 | 28,849 | 30,059 | 30,271 | 28,783 | 30,843 | 30,505 | 30,866 | 31,213 | 31,705 | [ 1 ] |
| 路線  | 路線     | 2010年 | 2011年 | 2012年 | 2013年 | 2014年 | 2015年 |        |        |        |        | [ 1 ] |
| 7号線 | 乗車人員 | 16,074 | 16,172 | 16,309 | 16,358 | 16,472 | 16,259 |        |        |        |        | [ 1 ] |
| 7号線 | 降車人員 | 15,490 | 15,624 | 15,794 | 15,842 | 15,859 | 15,582 |        |        |        |        | [ 1 ] |
| 7号線 | 乗降人員 | 31,564 | 31,796 | 32,104 | 32,200 | 32,331 | 31,841 |        |        |        |        | [ 1 ] |

## 駅周辺
- 面牧本洞住民センター
- 瑞逸大学
- 面牧高等学校
- 面牧初等学校
- 面東初等学校

## 歴史
- 1996年10月11日 - 開業。

## 隣の駅
ソウル交通公社
 7号線
上鳳駅 (720) - 面牧駅 (721) - 四佳亭駅 (722)　